# Мельбурнский королевский технологический университет
Мельбурнский королевский технологический университет или RMIT — вуз Австралии.
RMIT International University — международный филиал университета во Вьетнаме.

## История
Университет был основан в 1880-е годы уроженцем Шотландии Фрэнсисом Ормондом и первоначально именовался как Мельбурнский колледж для рабочих (Working Men’s College of Melbourne). Место для учебного заведения — напротив Публичной библиотеки Мельбурна — было даровано правительством штата Виктория.
Колледж, ставший третьим вузом на территории колонии Виктория, открыл свои двери 4 июня 1887 года. Тогда он принял 320 учащихся. Первоначально он работал как вечерняя школа по искусству, наукам и технологиям.

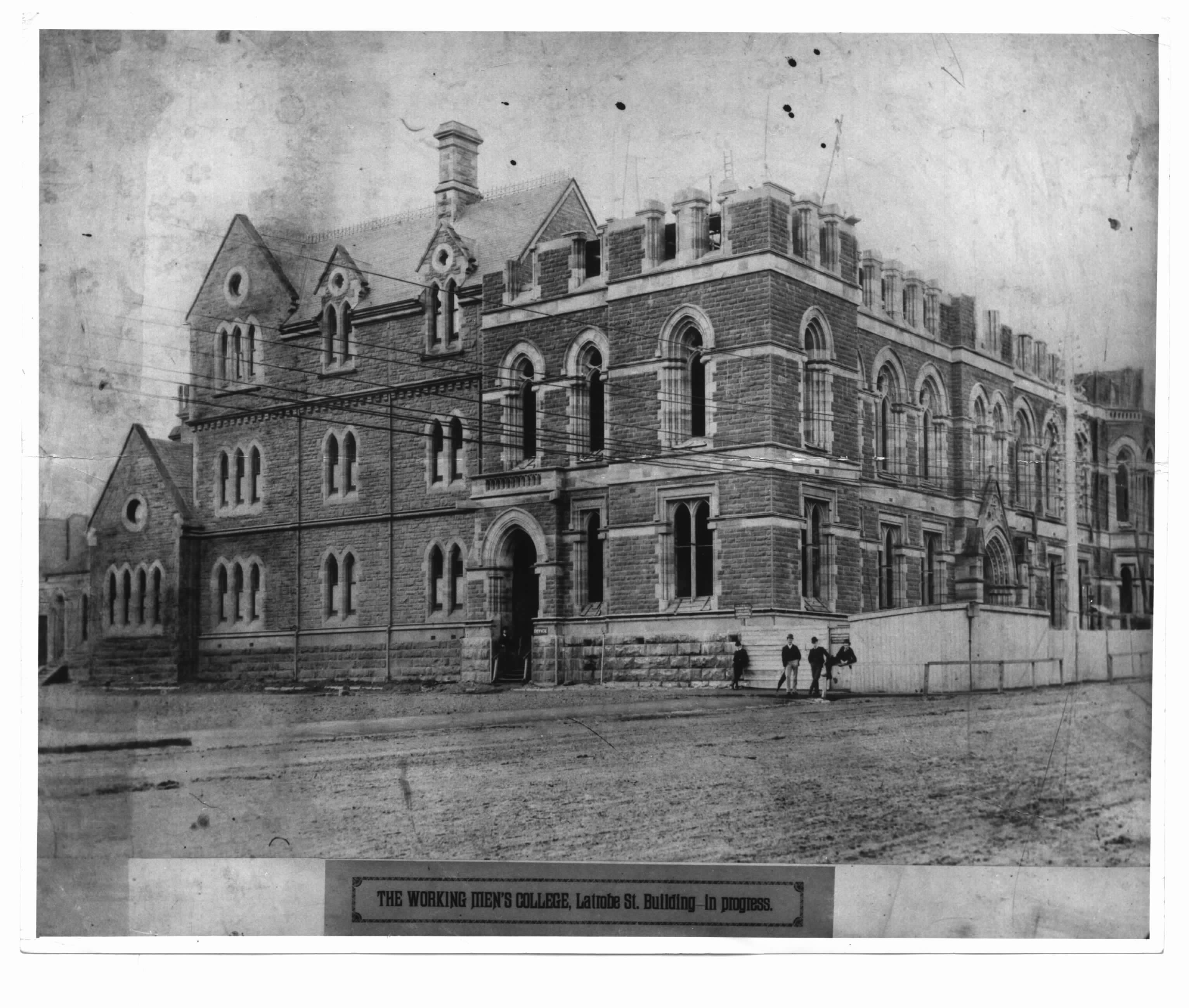
Строительство колледжа, 1880-е годы

В начале XX века появились новые здания для школ искусства, инженерного дела и радиотехники. В 1934 году в соответствии с петицией студентов вуз был переименован в Мельбурнский технический колледж. В годы Второй мировой войны каждый шестой военнослужащий был подготовлен здесь, было налажено производство боеприпасов и деталей для военной авиации.
После войны колледж стал первым австралийским вузом, попавшим под королевский патронаж. В 1960 году он получил название — Мельбурнский королевский технологический институт. В 1979 году в его состав вошёл располагавшийся по соседству Колледж внутренней экономики Эмили Макферсон. В 1992 году, сразу после объединения с Технологическим институтом Филлипа в пригороде Мельбурна, RMIT получил статус государственного университета. В последующие два-три года RMIT присоединяет к себе ещё пару местных колледжей.
На рубеже веков RMIT стал первым австралийским вузом со своей стратегией международного образования, было расширено сотрудничество с партнёрами во Вьетнаме, Гонконге, Малайзии, Сингапуре, Шри-Ланке. В 2001 году открылся первый зарубежный филиал RMIT International University в Хошимине, в 2004 году — в Ханое. В 2013 году RMIT открыл свой координационный центр в Европе (Барселона).

## Структура

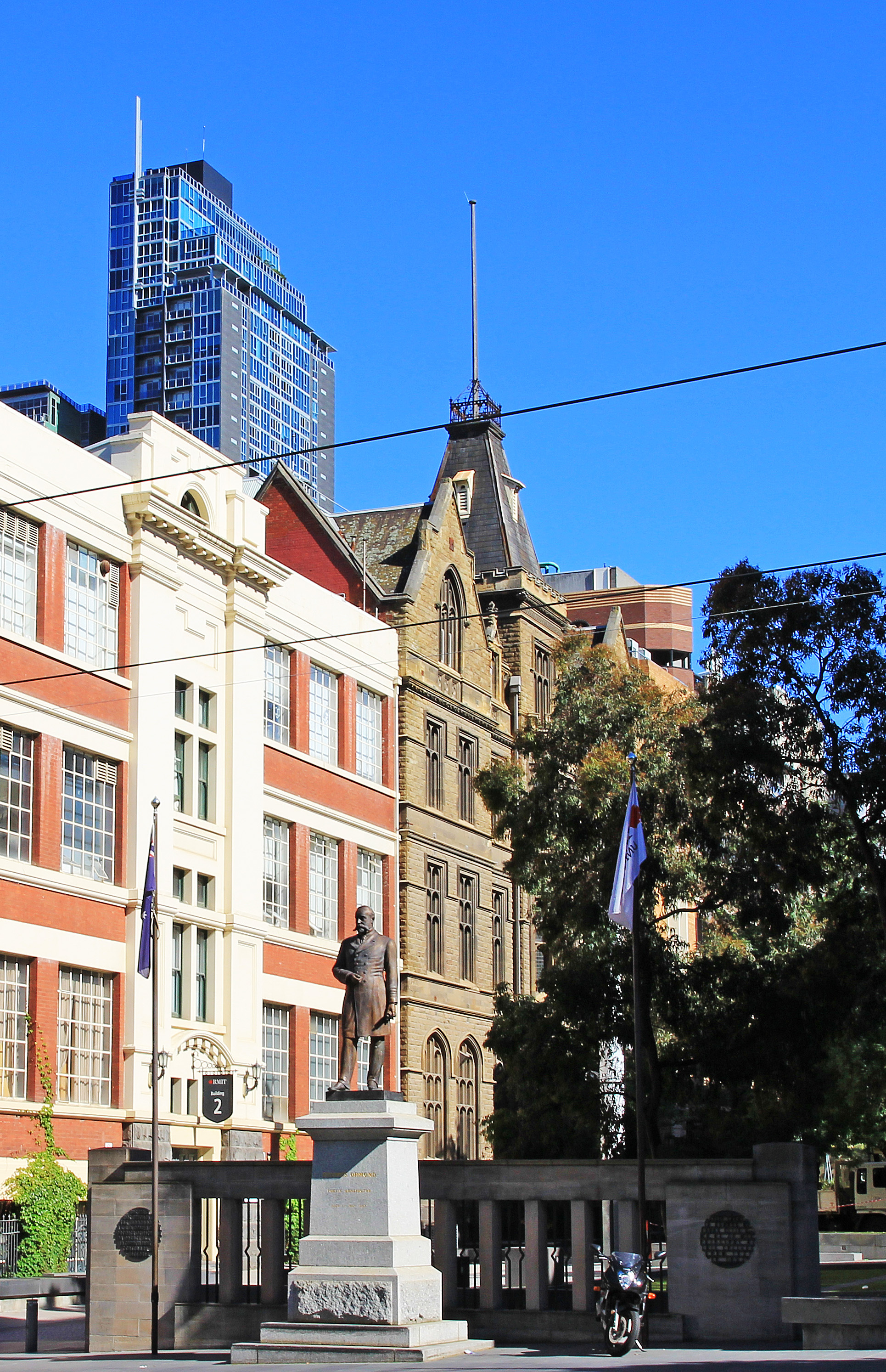
Здания Школы искусств

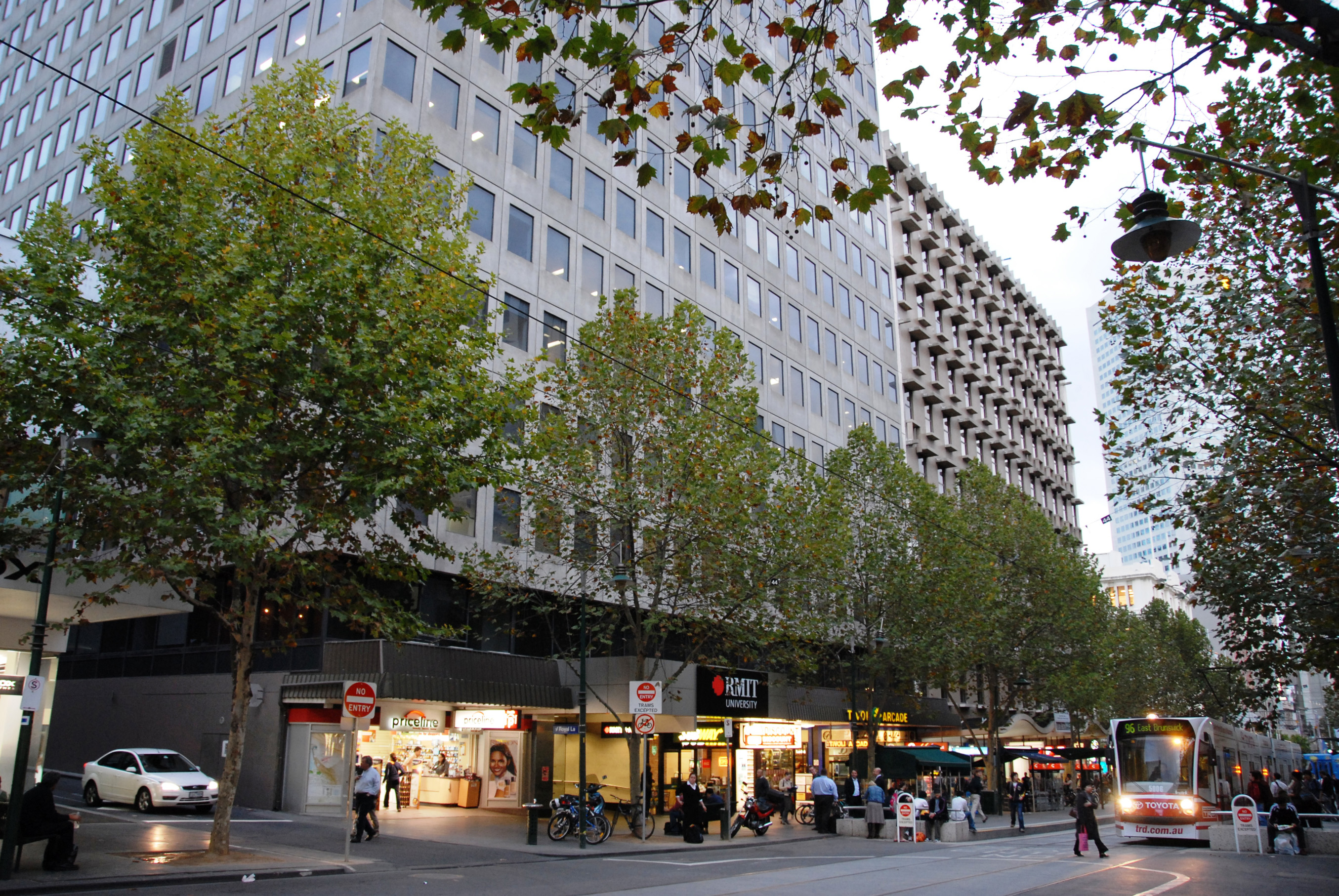
Здание, в котором располагается Колледж бизнеса

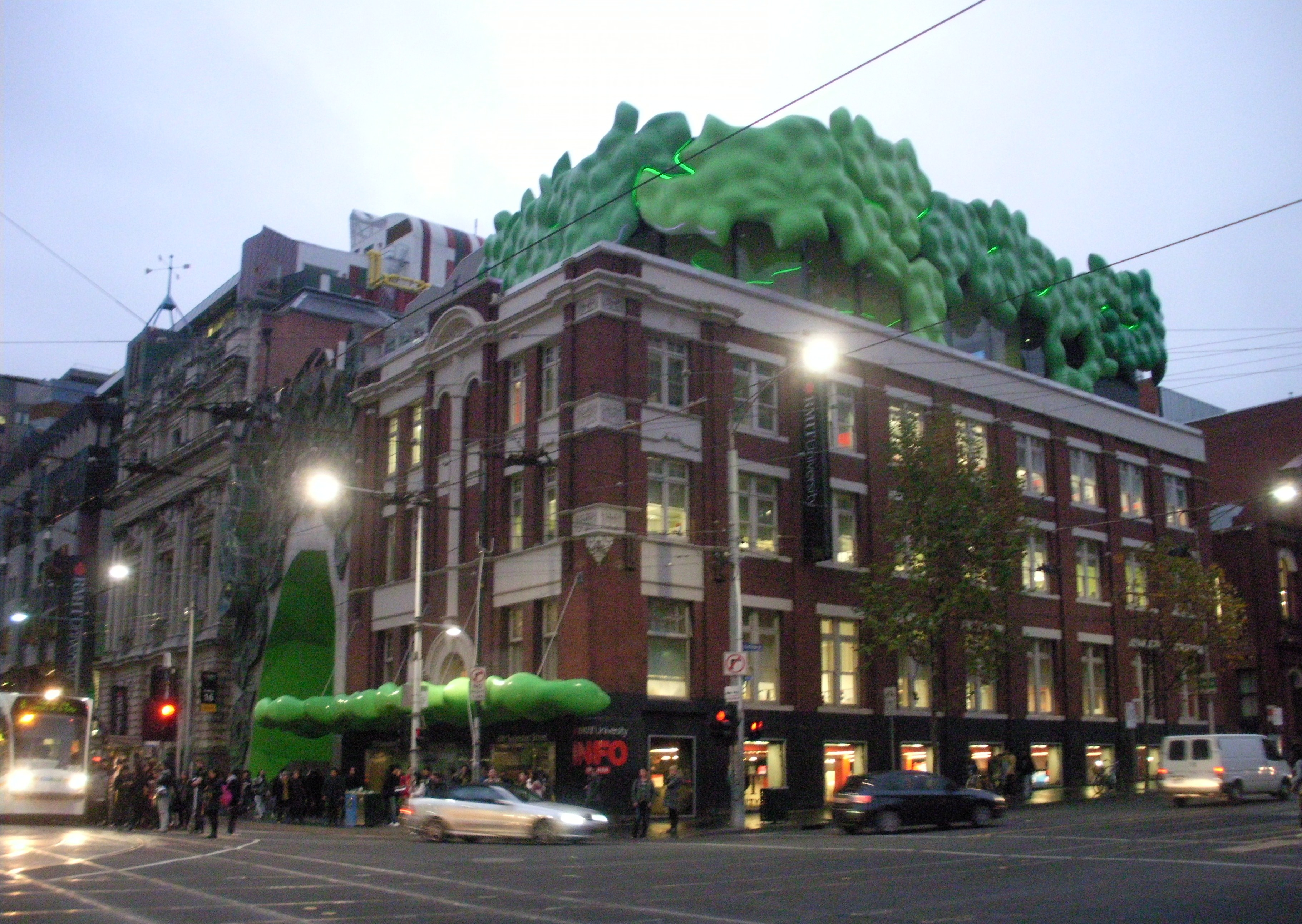
Городской кампус RMIT

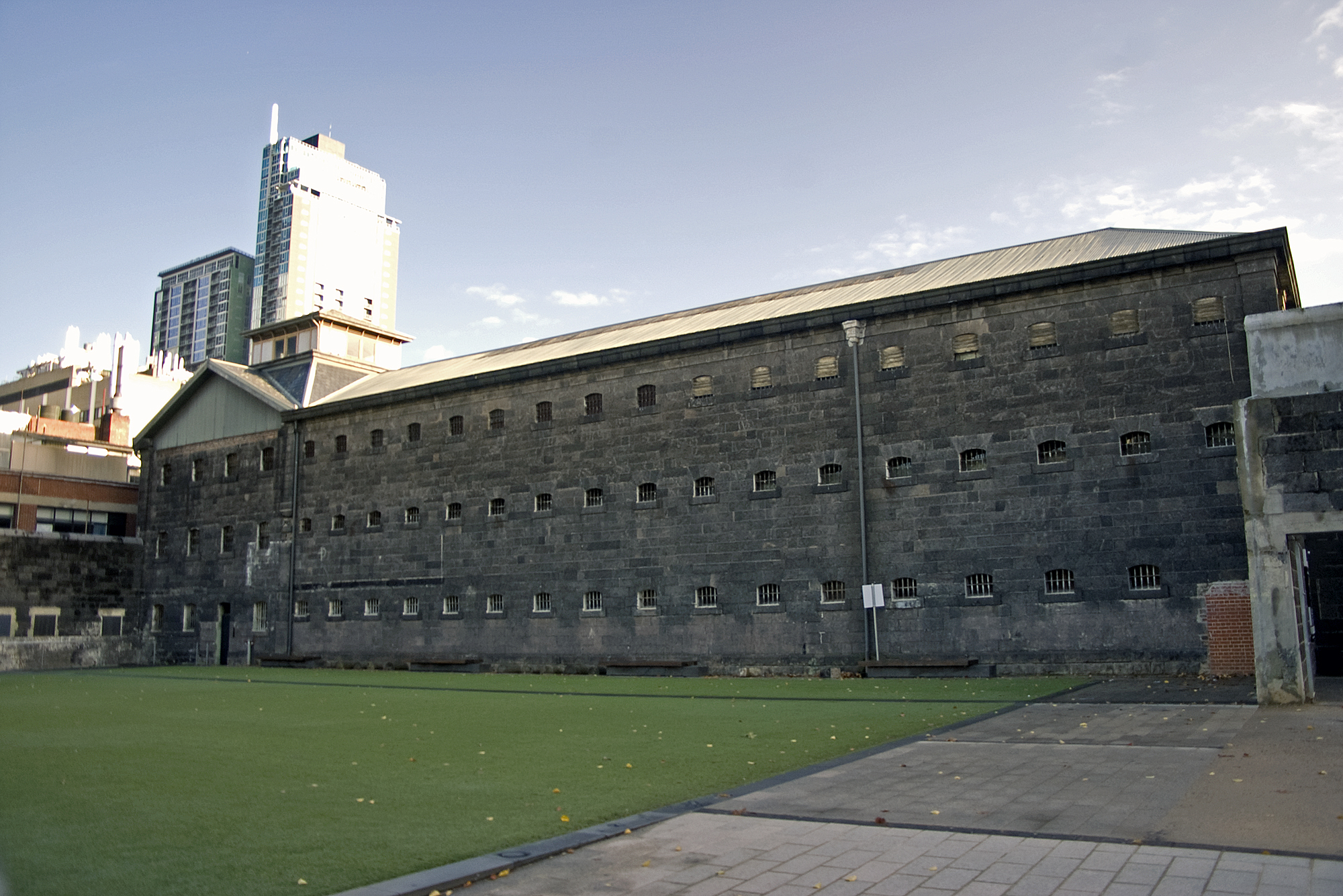
Зал выпускников, ранее — Старая тюрьма Мельбурна

### Колледжи
Университет включает в себя три колледжа (факультета), которые предоставляют высшее образование и TAFE, а также четыре исследовательских института.
Колледж бизнеса:
- School of Accounting
- School of Business IT and Logistics
- School of Business TAFE
- School of Economics, Finance and Marketing
- School of Management
- Graduate School of Business and Law

Колледж наук, инженерного дела и здоровья:
- School of Aerospace, Mechanical and Manufacturing Engineering
- School of Applied Sciences
- School of Civil, Environmental and Chemical Engineering
- School of Computer Science and Information Technology
- School of Electrical and Computer Engineering
- School of Engineering TAFE
- School of Health Sciences
- School of Life and Physical Sciences
- School of Mathematical and Geospatial Sciences
- School of Medical Sciences

Колледж дизайна и социального устройства:
- School of Architecture and Design
- School of Art
- School of Design TAFE
- School of Education
- School of Fashion and Textiles
- School of Global, Urban and Social Studies
- School of Media and Communication
- School of Property, Construction and Project Management

### Исследовательские институты
- Design Research Institute
- Global Cities Research Institute
- Health Innovations Research Institute
- Platform Technologies Research Institute

### Кампусы
- Городской кампус (Melbourne City campus) расположен в центре Мельбурна, включает в себя около семи десятков зданий, включая первое здание RMIT 1887 года постройки.
- Бундура (Bundoora campus) основан в 1995 году, расположен в 18 километрах от городского кампуса.
- Брансуик (Brunswick campus) стал частью RMIT в 1999 году.

## Известные выпускники и преподаватели
Например, 16-й генерал-губернатор Австралии Ричард Кейзи, художник, писатель и эколог Роберт Ингпен и другие.

## Работа
Мельбурнский королевский технологический университет является одним из крупнейших работодателей Австралии. Список открытых вакансий можно увидеть на официальном сайте или на сайте для поиска работы.